# James Phiri (Luanshya)
James Phiri è un ward dello Zambia, parte della Provincia di Copperbelt e del Distretto di Luanshya.